# Ландшафтный дизайн

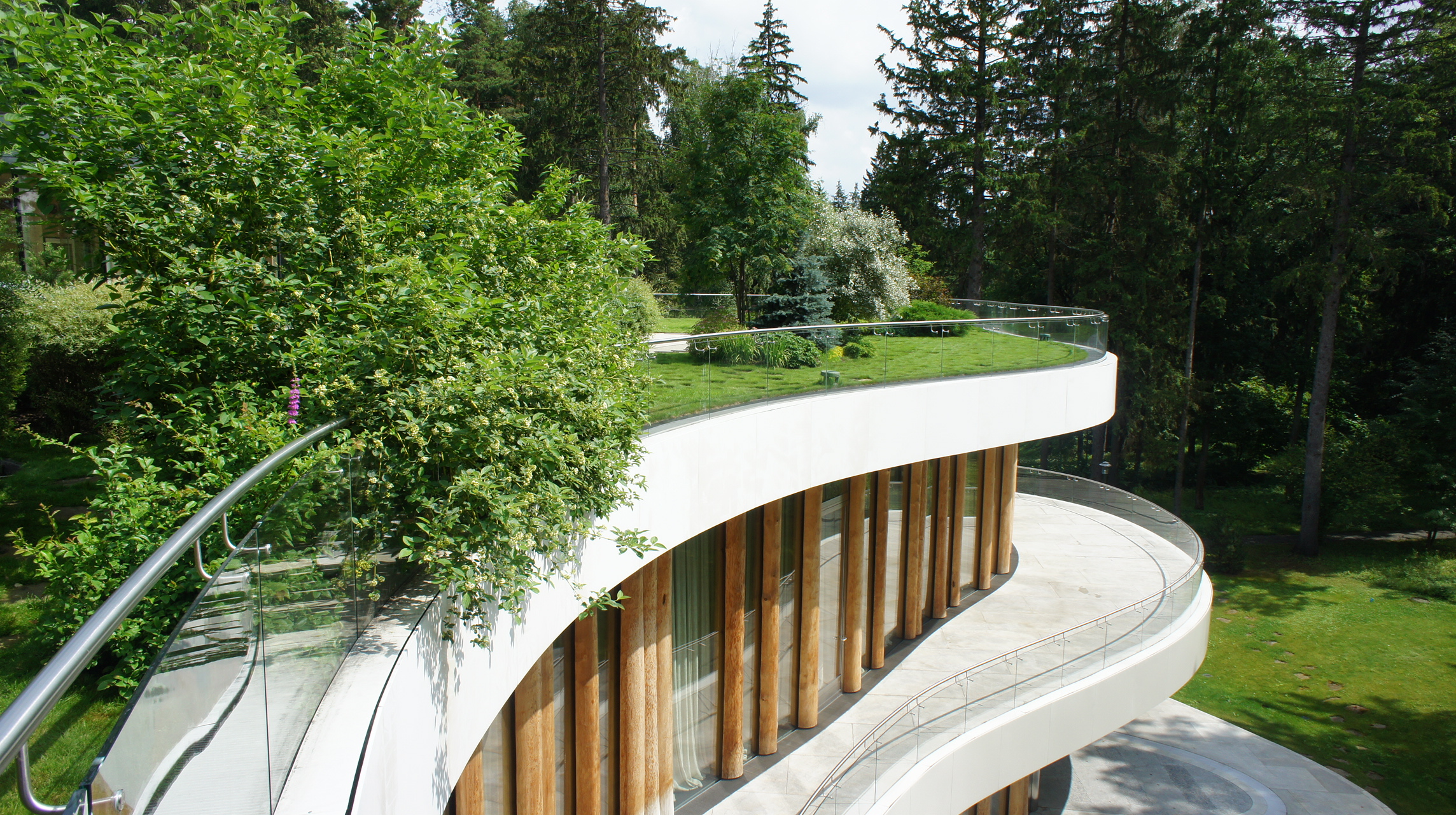
Пример ландшафтного дизайна — зелёная крыша. Жуковка, Московская область

Ландша́фтный дизайн или ландшафтная архитектура, или ландшафтное искусство — искусство, находящееся на стыке трёх направлений: с одной стороны, архитектуры, строительства и проектирования (инженерный аспект), с другой стороны, ботаники и растениеводства (биологический аспект) и, с третьей стороны, в ландшафтном дизайне используются сведения из истории (особенно из истории культуры) и философии. Кроме того, ландшафтным дизайном называют практические действия по озеленению и благоустройству территорий.
В отличие от садоводства и огородничества, основная задача которых имеет сельскохозяйственную направленность (повышение урожайности садово-огородных культур), ландшафтный дизайн — более общая и универсальная дисциплина. Главная задача ландшафтного дизайна — создание гармонии, красоты в сочетании с удобствами использования инфраструктуры зданий, сглаживание конфликтности между урбанизационными формами и природой, зачастую от них страдающей.
Ландшафтный дизайн может быть частным случаем более общего понятия — ландшафтного проектирования. Термин «ландшафтный дизайн» в русском языке появился впервые в 80-х гг. XX в. в книге Н. П. Титовой как неудачная калька с английского понятия landscape design, что более точно переводится как «ландшафтное проектирование».

## Основные понятия
Теоретики ландшафтного дизайна определяют его как искусство создания (проектирования) полноценного внешнего пространства. Ландшафтное искусство в их понимании — это один из видов искусства, существующий наравне с остальными (живописью, скульптурой, музыкой) и соответственно представляющий собой «особую форму общественного сознания и человеческой деятельности, в котором органически сочетается художественное (образное) познание жизни с творчеством по Законам красоты» (в формулировке понятия «искусство» из советского «Словаря по эстетике» 1964 г.). Известный теоретик ландшафтного дизайна сэр Джеффри Джеллико в программной книге «Ландшафт человека» (1975) утверждает, что «мир движется в ту фазу, когда ландшафтный дизайн будет восприниматься как самый нужный, востребованный вид искусства». Есть достаточное количество литературных произведений, в том числе и на русском языке, говорящих о ландшафтном искусстве, в том числе книга академика Д. С. Лихачёва «Поэзия садов», где автор говорит о синтезе искусств — поэзии, живописи, архитектуры, музыки и ландшафтного искусства, об их взаимодействии и проникновении друг в друга. Ландшафтное искусство, таким образом, как и любое настоящее искусство, сильнейшим образом может воздействовать на человеческие чувства (обоняние, осязание, вкус, зрение, слух) и призвано влиять на эмоциональный настрой людей.
Базовые элементы, на которых строятся проекты ландшафтного дизайна — рельеф, вода, плоскостные сооружения, вертикальные сооружения и растительность. Всё это проектируется с учётом климата местности, где реализуется проект. Понятие «ландшафтный» говорит о сути деятельности, о том, с чем работает человек, то есть с объектами ландшафта, рельефом, водой, средой, внешними пространствами. Слово «дизайн» говорит о том, как этот человек работает, какова методика его деятельности — креативный подход, творчество, придумывание, проектирование, рисование, черчение. 

### Разброс терминологии
Российский ландшафтный архитектор Илья Мочалов указывает на исторически сложившиеся неточности в общественной интерпретации русскоязычных понятий, связанных с ландшафтным проектированием. В статье 2024 года «Ландшафтная архитектура и ландшафтный дизайн. Рассуждения о терминах» он стремится дать фактически корректные определения терминов, связанных с этой отраслью. В первую очередь он указывает, что термин «ландшафтный дизайн» в русском языке появился впервые в советское время в изданной в 1984 году книге архитектора Нины Петровны Титовой «Ландшафтный дизайн. Эстетика деталей городской среды» как неудачная калька с английского понятия landscape design, что более точно переводится как «ландшафтное проектирование».
Согласно трактовке И. Мочалова, в современном понимании слово «ландшафтный» говорит о сути деятельности, с чем работает человек (имеются в виду шесть главных композиционных элементов ландшафта: рельеф, вода, плоскостные сооружения, вертикальные сооружения, растительность, климат). На любительском уровне практиковать искусство ландшафтного дизайна может любой желающий, не углубляясь в терминологию, но если говорить о высокопрофессиональной деятельности людей, их основном роде занятий, то, с учётом сложившейся языковой практики, И. Мочалов называет и определяет следующие базовые термины, бытующие в языке:
- Ландшафтный дизайн — это искусство создания (проектирования) полноценного внешнего пространства, успешного с различных точек зрения.

- Ландшафтная архитектура — это профессия, род занятий, сфера деятельности людей, работающих в области ландшафтного дизайна, дизайна сада, ландшафтного планирования и т. д.

- Ландшафтный архитектор — должность, название профессии человека, практикующего данный вид искусства в процессе ежедневной работы. Ландшафтные архитекторы обычно работают на заказчиков, которые хотят в итоге построить объект.

Здесь же он также приводит «несколько терминов, которые нередко смешивают с понятиями ландшафтного дизайна и ландшафтной архитектуры»:
- Садовый дизайн — обособленный раздел ландшафтного искусства, имеющий дело с частными территориями и объектами личного пользования. Разница между этими отраслевыми направлениями в том, что одно связано с личным пространством, а другое — с общественным («клиентами садового дизайнера, как правило, являются частные лица; клиентами ландшафтного архитектора, как правило, являются коммерческие компании или государственные заказчики»).

- Ландшафтное планирование определяется как деятельность, связанная с развитием землепользования, с охраной природных и культурных ресурсов. Парковые системы, зелёные каркасы, велодорожки, зелёная инфраструктура — ключевые понятия ландшафтного планирования.

Ландшафтные архитекторы обычно работают на клиентов, которые имеют желание в итоге построить объект. Ландшафтные планировщики анализируют более общие вопросы, характеристики больших территорий, вопросы экономики и развития.

## История
Явление, известное как «ландшафтная архитектура» — одно из древнейших занятий людей в истории человечества. С древних времён сады являлись традиционной формой организации окружающего пространства с помощью зелёных насаждений. Это занятие это было всегда очень почетно с точки зрения общественной деятельности. Когда-то профессия называлась просто «садовник». Она была так же уважаема в обществе, как и профессия «зодчий», ибо эти два специалиста создавали среду обитания самых влиятельных людей — замки вельмож, дворцы королей и прочих знатных и богатых людей были всегда окружены парками, являвшими миру образцы архитектуры и садового искусства. Особенное развитие это искусство получило в странах Востока. Далее садоводство как искусство распространилось практически повсеместно. При этом долгое время важную роль играла утилитарность садоводства (потребление фруктов и селекция фруктовых деревьев), позднее большее внимание получила декоративность цветов.
Ландшафтный дизайн — понятие собственно XX века. Термин возник в Западной Европе, в густонаселённых и индустриально развитых странах: Великобритания, Германия, где массовая индустриализация и рост пригородов быстро привели к давлению на окружающую среду. Термин «ландшафт» (нем. landschaft, англ. landscape) употреблялся вначале в средневековом английском, а впоследствии в XVI веке голландском языке для обозначения среди художников «идеального», «неоплатонического» характера «особого» места, которое эти художники рисовали. Теория форм Платона привела впоследствии к аксиоме неоплатонистов о том, что «искусство должно имитировать природу». Словосочетание «ландшафтная архитектура» впервые в данной трактовке появилось в заголовке книги «О ландшафтной архитектуре великих художников Италии», написанной шотландцем Джилбертом Миэйсоном, другом сэра Вальтера Скотта, в 1828 году. Эта монография была предназначена для архитекторов и давала советы внимательно изучать «идеальный» характер итальянских зданий, вписанных в ландшафт картин, в основном, из гравюр эпохи Возрождения, множество примеров которых было приведено там же в качестве иллюстраций. Почти полвека спустя, — в 1863 году, — термин впервые был использован для обозначения соответствующей профессии. Именно тогда изобретатели Фредерик Олмстед и Калверт Вокс назвали себя так, победив на конкурсе на лучший проект центрального парка в Нью-Йорке. С этого времени начинается развитие и утверждение профессии, открытие специальных факультетов в некоторых университетах. Весьма активно это происходило в Америке и Англии, куда из многих развивающихся стран приезжали на обучение молодые люди.

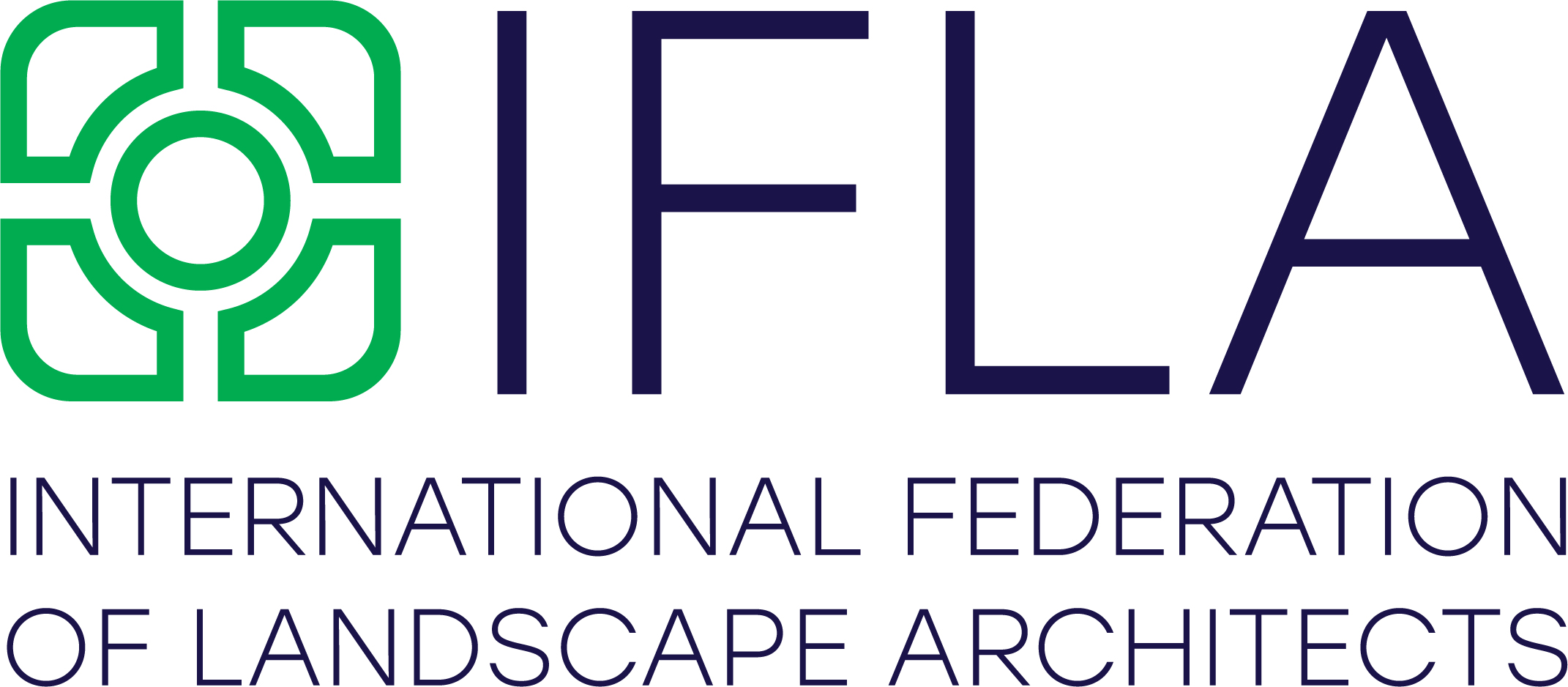
Логотип IFLA

Следующая важная веха в становлении профессии ландшафтного дизайнера произошла в 1948 году — через несколько лет после окончания разрушительной Второй мировой войны. В этом году в Кембридже (Англия) была организована Международная федерация ландшафтных архитекторов (International Federation of Landscape Architects, IFLA). Задачи этой международной профессиональной общественной организации были очень конкретны: содействие восстановлению городов, разрушенных войной, развитие и совершенствование профессии. На первом конгрессе молодой тогда организации и был утвержден термин «ландшафтная архитектура» в качестве международного названия.
Официально профессия ландшафтного дизайнера впервые была описана в первом сборнике Международной организации труда (МОТ/ILO) при ООН в 1952 году. Впоследствии, при переиздании сборника в 1958 и 1968 годах, в разделе «Архитектура» описывались три равноправные профессии: — «архитектор», «ландшафтный архитектор», и «специалист по планированию»/«урбанист», или «градостроитель». В действующем сборнике МОТ, изданном в 2008 году, профессия «ландшафтный архитектор» описана среди других родственных дисциплин. В настоящее время Всемирная федерация ландшафтных архитекторов (ИФЛА/IFLA) подготовила развернутое описание профессии для включения в последующие издания нормативных документов МОТ.

### В СССР и России

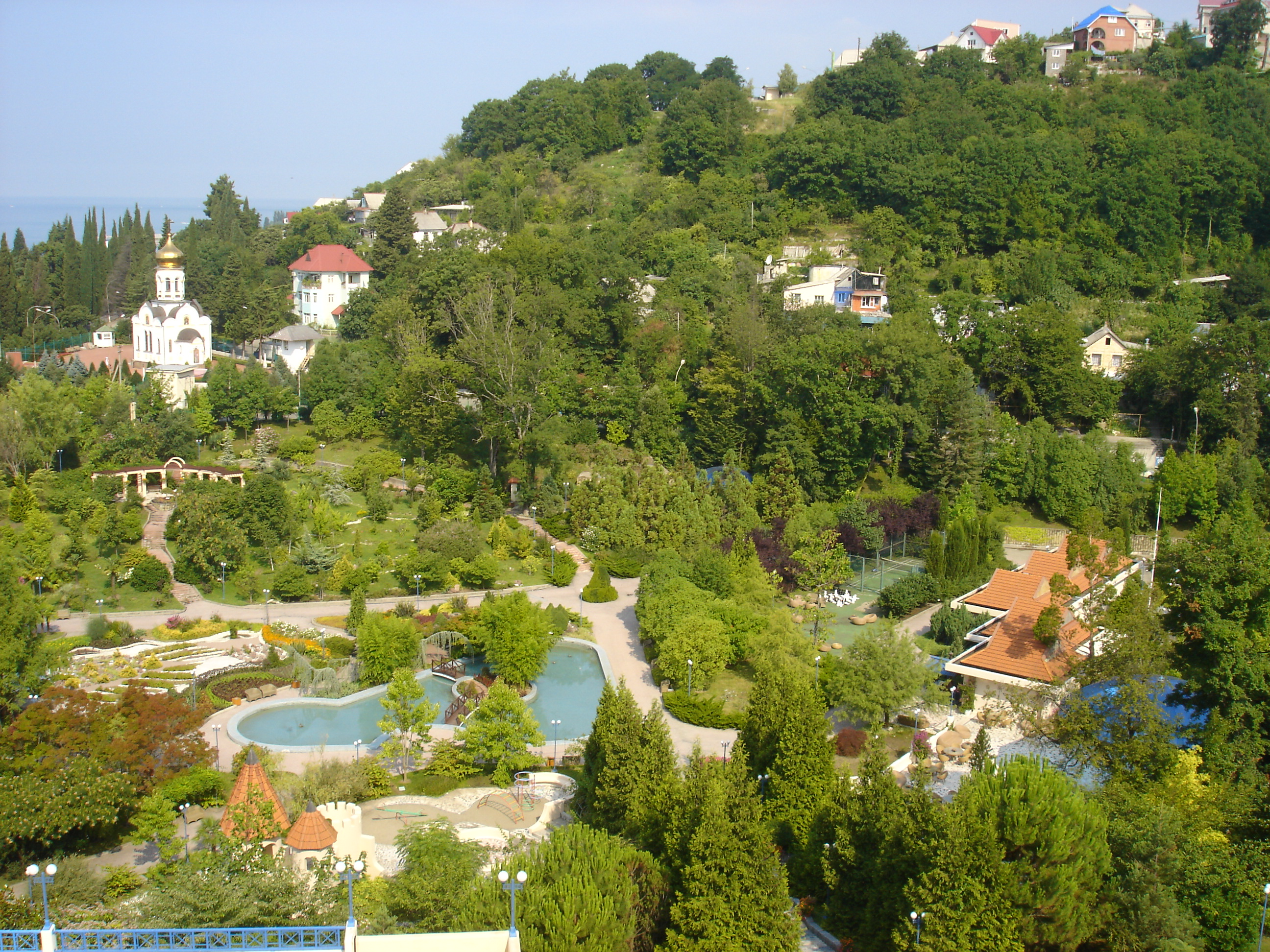
Сочи, пансионат «Одиссея-Лазаревское»

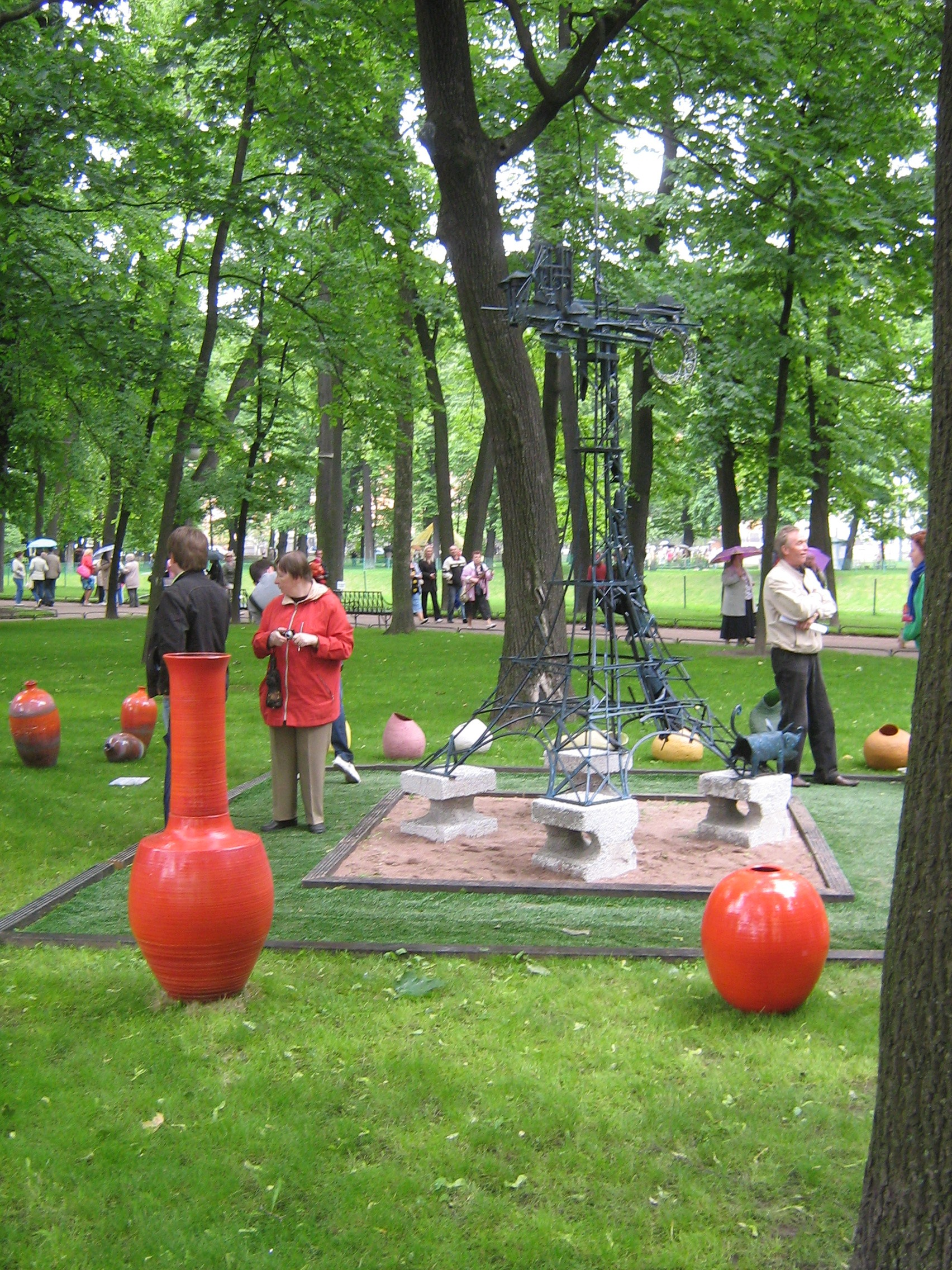
Санкт-Петербург, Михайловский сад. Выставка-конкурс садово-паркового искусства «Французский сад на берегах Невы»

В 1930 годах ландшафтная архитектура применялась при разработке генерального плана Москвы. В 1948 году в СССР осуществлялось открытие самостоятельных факультетов озеленения городов и населенных мест. В 1955 году велась борьба с излишествами в советской архитектуре.
В 2000 году в МФТИ был открыт факультет ландшафтной архитектуры. 31 мая 2002 года профессия ландшафтного архитектора получила официальный статус в РФ. В 2011 году было открыто соответствующее направление в системе российского высшего образования.
В России в качестве отраслевого объединения работает региональная общественная организация «Московское объединение ландшафтных архитекторов» (МОЛА). Она является наследницей секции озеленения Московской организации Союза архитекторов СССР (МОСА СА СССР). «Секция озеленения» была создана в 1955 году, в 1960-х гг. её переименовали в «секцию ландшафтной архитектуры и озеленения». МОЛА издаёт отраслевой журнал «Ландшафтная архитектура в эпоху глобализации».

## Элементы ландшафтной архитектуры
Илья Мочалов, член Союза архитекторов России и Американской ассоциации ландшафтных архитекторов (ASLA), в своих теоретических работах, «опираясь на витрувианские принципы», работы других теоретиков и мировую практику, определяет следующие 6 главных элементов ландшафтной архитектуры:
- рельеф;
- водные устройства;
- растительность;
- вертикальные сооружения;
- плоскостные сооружения;
- климат.

### Проектирование рельефа
Изменения рельефа производятся с помощью земляных работ, для которых также принято современное название «геопластика рельефа». Это особый вид древнего искусства, характерным примером которого можно назвать английский Стоунхендж. Фактически он представляет собой ландшафтную композицию, в которой рельеф гармонично сочетается с вертикальными сооружениями. Именно форму рельефа называют одним из самых ярких ландшафтных элементов, который активно используют садовые дизайнеры и ландшафтные архитекторы. Разделяют три основных способа проектирования рельефа:
1. Эскиз вертикальной планировки (работа с горизонталями и разрезами);
2. Моделирование из глины или макетирование;
3. Компьютерное моделирование.

### Проектирование водных объектов
Роль воды в жизненных процессах на планете фундаментальна, и это отражается в её высокой важности в ландшафтном проектировании. В работе И. Мочалова утверждается что «роль в воды качестве элемента ландшафтного дизайна даже выше, чем у растений». Во влажном климате подразумевается естественное присутствие воды прежде всего в виде осадков, и этой влаги обычно достаточно, чтобы обеспечить рост и развитие растений. Однако в засушливом климате требуется организация систем искусственного полива — «элементы такой системы можно заметить на всех старейших садовых иллюстрациях», например, «сады в Древнем Египте: центральное место в таких объектах занимает водоём». В Китае объекты в домах и садах размещали по исходящим от местной философии правилам «фэн-шуй», что дословно переводится как «ветер и вода». Есть много современных книг и работ, посвящённых размещению водных сооружений в саду. В современности виды получения воды для садов бывают следующими:
- проводится сбор дождевой воды — это следует выполнять в садах и парках всех типов;
- бурятся скважины до уровня грунтовых вод — способ считается лучшим для пополнения водоема на территории;
- создается плотина естественного водотока;
- применяется водопроводная вода.

Водопроводная вода и стерильна и может содержать хлор, лучше отдавать предпочтение питанию растений с помощью естественных источников.

### Проектирование растительных сообществ
Впервые о растениях как элементах садового дизайна стали говорить также в Древнем Египте. Из древних записей можно сделать вывод, что в первую очередь растения рассматривали как пищу, однако, были определённые виды, которые наделяли символическим значением. Эта практика дожила и до европейского Средневековья, где красные и белые цветы символизировали христианские образы. В 19 веке селекция цветущих растений получает активное распространение как следствие общего развития искусств и ремесел. По И. Мочалову, «чтобы получить красивый цветущий сад и создавать уникальные пространства, отличающиеся красотой и функциональностью, необходимо: обладать художественным вкусом; знать дендрологию, ботанику и физиологию растений; совершить много проб и ошибок».

### Работа с вертикальными сооружениями
Под вертикальными сооружениями прежде всего подразумеваются здания, которые обладают утилитарной функциональностью и должны быть вписаны в эстетику ландшафтного проекта. Здания используются проектировщиками для определения и обособления пространства, для размещения уникальных зданий или сооружений часто зодчие выбирают открытое пространство. Есть много конструкций, которые применяют для обособления открытого пространства. Обычно в этих целях используют: дома, навесы, беседки, ширмы, ограждения. В ландшафтном дизайне следует выполнять проектирование объемно-пространственной структуры, а не элементов. Они проектируются, когда открытое пространство уже задано.

### Проектирование горизонтальных сооружений
Под горизонтальными сооружениями прежде всего подразумеваются дороги для пешеходов, которые подлежат мощению. И. Мочалов выделяет следующие проблемы, которые встают при этом перед архитекторами:
1. Сложно найти баланс открытого и закрытого пространства. Получить слишком большую замощенную площадь так же легко, как и создать слишком маленький мощёный объект.
2. Трудно подобрать хорошие материалы. Большинство недорогих дорожных покрытий отличаются крайне низкими прочностными характеристиками.
3. Нередко по факту проведения работ получаются неудачные фрагменты с грубыми соединениями и нечитаемым рисунком. Чтобы предотвратить такой результат, важно детально заранее обдумывать каждый фрагмент.

Эти проблемы решаются с помощью грамотного выбора материалов («далеко не всегда это самые дорогие варианты») и качественную укладку тротуарного покрытия с помощью профильных специалистов. Следует обращать внимание на местные материалы — «зачастую они становятся лучшим выбором, формируют местную идентичность».

### Учёт климатических факторов
Дизайн объекта продумывается из соображений комфорта, и проектировщики стремятся создавать открытое пространство, в котором будет прохладно в жаркие дни и тепло, когда вокруг холодно. Ландшафтные дизайнеры, архитекторы и садоводы в современных условиях не ограничены в использовании растений — можно высадить практически любой вид и обеспечить для него комфортную среду. Однако, если климат неподходящий, это повлечёт за собой увеличение затрат, потому использование видов должно быть целесообразным, и этот момент важно учесть ещё на стадии проектирования.